# Cova d'en Daina

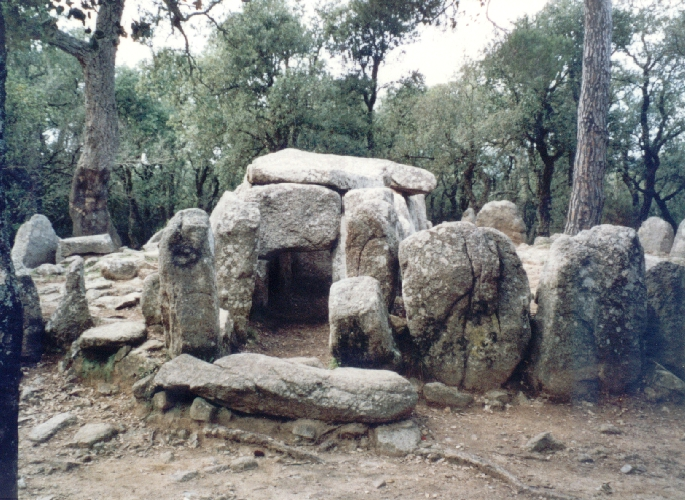
Cova d'en Daina, entrada

La cova d'en Daina és un dolmen de granit de grans dimensions construït entre el 2700 aC i el 2200 aC al raval del poble de Romanyà de la Selva (Baix Empordà), declarat Bé cultural d'interès local en la categoria de Zona arqueològica.

## Història
El conjunt fou descobert pel professor d'història natural de l'Institut de Girona Manuel Cazurro a l'inici del decenni de 1900, als terrenys de la família Cama a Romanyà, coneguts com a Manso Cama. El 1957, Lluís Esteva i Cruañas promogué l'excavació del monument. En aquesta campanya s'hi trobaren ossos, dents, set puntes de fletxa en sílex, ceràmica i peces de collars a manta.

## Descripció

Estructura de la cova d'en Daina

El recinte megalític es troba protegit per un cromlec en forma d'anell extern d'11 metres de diàmetre format per grans pedres granítiques, passadís principal que va d'est a oest, un túmul de terra i pedres que serveixen de contrafort i la cambra sepulcral del centre.
El dolmen fa 7,60 m de llarg per 1,70 m d'ample i 1,50 m d'alçada. La cambra funerària, de forma rectangular, es troba separada de la galeria per tres peces que conformen la porta d'entrada. Les peces de més grandària recuperades de l'aixovar foren trobades en l'excavació de Pere Cama i Casas al segle xix. Altres de més petites pertanyen a l'excavació de Lluís Esteva i Cruañas. Del conjunt, cal destacar nombrosos ossos molt fragmentats i moltes dents de gent gran i de criatures. Set puntes de sílex de diverses tipologies i fragments de ganivet, també de sílex. Dos fragments ceràmics amb línies incisives i un altre fragment de vora, potser campaniforme. Més de tres centenars de grans collarets d'esteatita i de variscita. Dues plaquetes de fibrolita de color gris verdós i dues altres de sorrenca molt fina, una de perforada. Una peça discoïdal de pissarra negrosa i una petita peça feta amb una làmina fina d'or, en forma cilíndrica, enrotllada.